# Agapia
Agapia es una comuna ubicada en el distrito de Neamț, Rumania.

## Superficie
Posee una superficie de 58,68 kilómetros cuadrados.

## Demografía
Hasta 2021 la población era de 3696 habitantes, con una densidad de población de 62,99 habitantes por kilómetro cuadrado.